# Đoàn Thọ
Đoàn Thọ (段壽, ?-1871) là võ quan nhà Nguyễn trong lịch sử Việt Nam.

## Sự nghiệp
Sách Đại Nam chính biên liệt truyện không cho biết quê quán của Đoàn Thọ, nhưng theo gia phả họ Đoàn, thì quê quán của Trung quân Đoàn Thọ ở thôn Phú Mỹ, huyện Bình Sơn, tỉnh Quảng Ngãi. Trước, ông tên là Đoàn Của, sau đổi thành Đoàn Thọ.
Thuở trai trẻ, ông theo học trường đào tạo võ chức Anh Danh .
Năm Thiệu Trị thứ ba (1843), nhờ lập công, ông được làm Hậu bảo Hiệp quản, rồi lần lượt trải chức Trung bảo vệ úy, Chưởng vệ, thự Thống chế doanh Kỳ Vũ, quyền Chưởng trung quân
Tháng 8 năm 1858, tàu quân Pháp nổ súng tấn công Đà Nẵng, vua Tự Đức sai ông mang tờ dụ đi khuyến khích tướng sĩ và xem xét tình thế để đề xuất việc ứng phó .
Năm 1861, ông được bổ làm Trung quân Đô thống, sung Phòng hộ sứ cửa biển Thuận An (Huế). Hai năm sau, ông làm thự Đô thống phủ Chưởng phủ sự sung quản lĩnh Thị vệ đại thần. Cũng trong năm này, có hai sứ giả nước Tây Ban Nha và Pháp đến Huế, vua sai Trần Tiễn Thành và ông đón tiếp và thương thuyết việc nước nhưng không thành công, ông bị giáng lưu.
Năm 1864, xét thấy ông siêng năng, làm việc chu đáo, vua Tự Đức lại cho làm thự Trung quân Đô thống phủ Đô thống, Chưởng phủ sự. Lúc bấy giờ, dư đảng Thái Bình Thiên Quốc chống nhà Thanh bên Trung Quốc của Hồng Tú Toàn là Ngô Côn chạy sang Việt Nam, trước xin hàng, sau đem tàn quân cướp phá các tỉnh phía Bắc Việt Nam.
Cuối năm 1870, Ngô Côn xua quân vây đánh tỉnh thành Bắc Ninh, quân của Ông Ích Khiêm liền đem quân chống trả, diệt được Ngô Côn . Thuộc hạ của Ngô Côn là Hoàng Sùng Anh (hiệu Cờ Vàng), Lưu Vĩnh Phúc (hiệu Cờ Đen), Bàn Văn Nhị-Lương Văn Lợi (hiệu Cờ Trắng), vẫn cứ quấy phá ở Tuyên Quang, Thái Nguyên. Triều đình bèn sai Trung quân Đoàn Thọ sung chức Bình khấu tướng quân, đem đại đội binh tượng chia làm ba đạo tiến ra đất Bắc.
Đoàn Thọ vừa mới ra, kéo quân lên đóng ở tỉnh thành Lạng Sơn, bị "bọn giặc khách" (gọi theo sử Nguyễn) là Tô Tứ cùng Tăng Á Dã hiệp quân nổi dậy. Vua Tự Đức bèn chuẩn cho Đoàn Thọ làm Tổng thống Bắc Kỳ quân vụ.
Tháng 10 năm Tân Mùi (1871), lúc nửa đêm, Tô Tứ bất ngờ kéo lực lượng đến đánh úp thành Lạng Sơn giết chết Lãnh binh là Lê Văn Dã. Hốt hoảng các võ quan là Võ Trọng Bình, Đặng Toán, Văn Tường và đều bỏ chạy cả.
Chỉ mỗi mình Đoàn Thọ lên thành đốc quân tàn hơn 10 người cố đánh, nhưng vì thế ông bị giết tại trận.

## Được tôn thờ
Nghe Đoàn Thọ tử trận, vua Tự Đức thương lắm, nói rằng: "Không biết giữ cho đại thần (Đoàn Thọ) được an toàn, là lỗi của trẫm".
Mặc dù vậy, nhà vua cho là Đoàn Thọ thân làm chủ tướng để thành thất thủ, tội sơ suất khó chối được. Nhưng đương lúc giặc đánh úp, lại đem quân liều chết chống đánh, tiết liệt thực đáng khen, chuẩn cho giáng làm Trung quân Đô thống, chiểu hàm cấp tiền tuất, cho thêm 100 quan tiền cấp cho người nhà lập đền để thờ... Sau, Đoàn Thọ được phối thờ trong đền Trung Liệt, quận Đống Đa, Hà Nội cùng với Nguyễn Tri Phương, Hoàng Diệu, Trương Quốc Dụng.

## Thông tin liên quan
Đoàn Thọ không con, triều đình xét cho cháu là Đoàn Văn Diễn (con của người em là Đoàn Văn Lộc) làm con thừa tự, được vua chức phong làm Minh Nghĩa Đô Úy .
Theo gia phả họ Đoàn, mộ phần ông trước ở tại thôn Trung Lũ, xã Dương Xuân Thượng, huyện Hương Thủy, phủ Thừa Thiên, đến năm 2002, cải táng về nghĩa trang phía nam thành phố Huế. Nhà thờ của ông tại số 70, Kim Long, thành phố Huế.